# 고래상어
고래상어(학명: Rhincodon typus 린코돈 튀푸스[*])는 여과 섭식 상어의 일종으로 현재 살아있는 어류 중 가장 크기가 큰 것으로 알려져 있다. 확인된 개체 중 가장 큰 것은 길이가 20미터, 무게가 23.5톤이다. 고래상어는 14미터 이상, 30톤 이상 나간다는 주장도 흔하게 볼 수 있다. 동물 사이에서 순전히 크기만 가지고 많은 기록을 가지고 있는데, 가장 유명한 것은 포유류가 아닌 현존하는 척추 동물 중 가장 크기가 크다는 것이다. 판새류의 하위 분류인 고래상어과, 고래상어목의 유일한 종이다. 약 6천 만년 전부터 살아왔다. 고래상어의 수명은 70년이며, 열대 지방의 따뜻한 바닷물에서 발견된다.
1828년 4월 남아프리카 공화국의 테이블 만에서 4.6미터 크기의 고래상어가 처음 포획된 이후, 다른 상어들로부터 구별되기 시작하였다. 케이프 타운에 있는 영국 군대의 군의관이자 동물학자였던 앤드류 스미스(Andrew Smith)가 다음 해에 고래상어를 기술하였다. 고래상어의 이름은 고래와 크기가 비슷하고 수염고래와 여과 섭식하는 모습이 비슷한 것에서 유래하였다.

## 분포

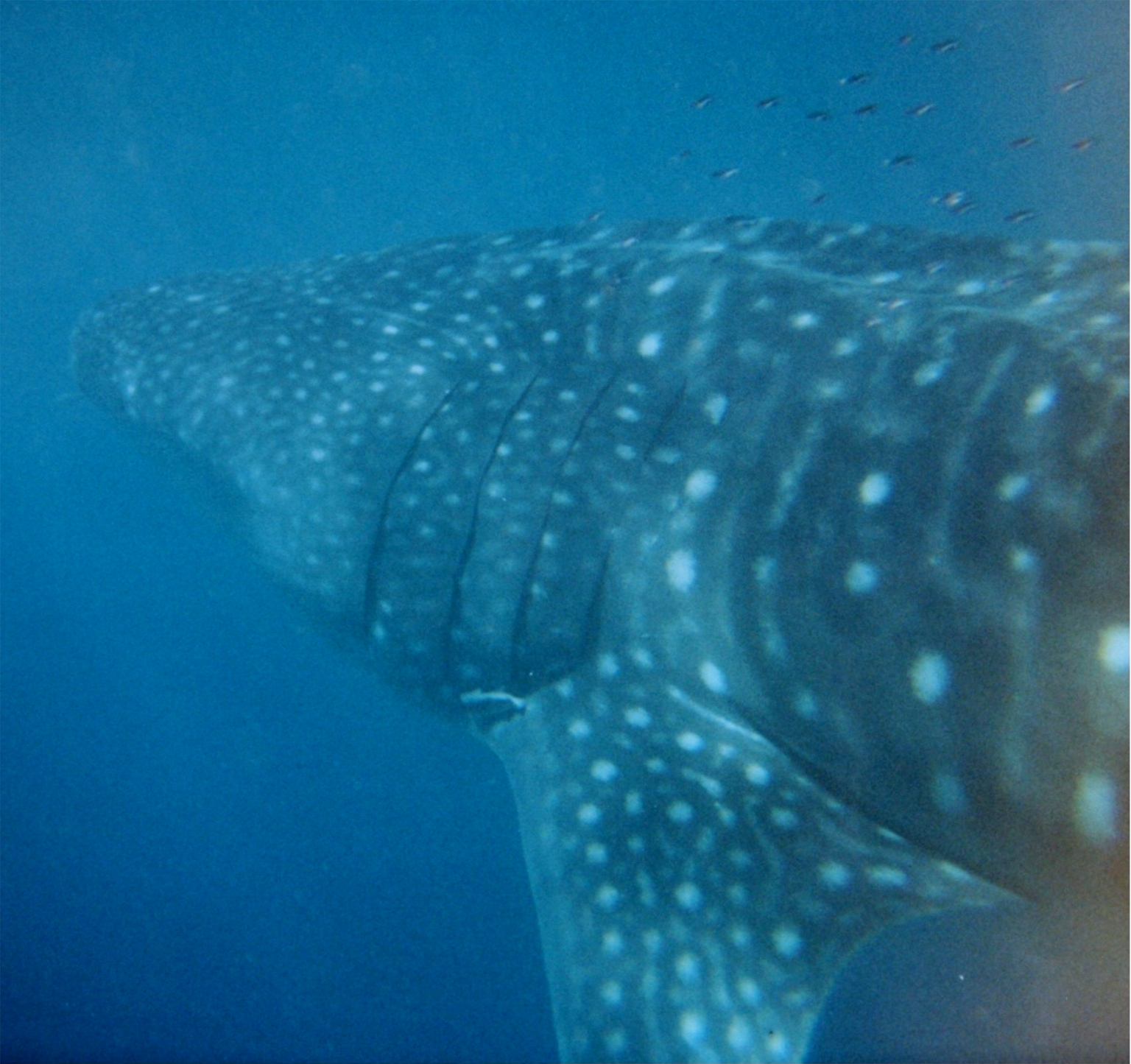
닝갈루 해안의 고래상어

고래상어는 모든 열대 지방 난류 해수대에 서식한다. 특정 시기마다 먹이를 먹기 위해 특정 해안에 모이는 습성이 있다. 남아프리카 공화국의 남쪽과 동쪽, 남 대서양의 세인트헬레나섬, 지부티의 타주라만, 벨리즈의 글래든 스핏, 호주 서쪽의 닝갈루 해안, 인도의 락샤드위프 제도와 쿠치만, 온두라스의 우틸라섬, 필리핀의 남레이테주, 소르소곤주, 남카마리네스주, 바탕가스주, 유카탄반도의 이슬라무헤레스와 이슬라홀보쉬, 바하칼리포르니아주, 멕시코, 인도네시아의 우중쿨론 국립공원, 마다가스카르의 노지베섬, 모잠비크의 이냠바느 근처에 있는 토포 해변, 탄자니아의 마피아섬, 펨바섬, 잔지바르, 아라비아해와 오만만의 섬에서 발견되고, 아주 가끔 이스라엘의 에일라트에서 발견된다. 보통 연안에서 발견되지만, 환초나 석호, 또는 강 어귀의 입구처럼 육지 가까이에서 발견되기도 한다. 약 위도 30°도에 살고 있다. 최소 1,286m 아래까지 생존 할 수 있고, 회유어이다. 2012년 2월 7일, 파키스탄의 카라치의 해안에서 150km를 떠내려온 고래상어가 포획되었다. 크기는 약 11~12m, 무게는 약 15000kg 정도 되었다.
2011년에, 400마리가 넘는 고래상어가 유카탄 반도에 모여들었다. 기록된 고래상어 모임 중 가장 큰 모임 중 하나였다. 유타칸 반도에서의 모임은 가장 유명한 고래상어의 모임 중 하나로 5월에서 9월에 주로 일어난다. 이를 보기 위한 생태관광이 꾸준히 증가하고 있는 추세이다.
2012년부터 꾸준히, 고래상어가 한국의 제주도 해안과 동해안에서 출몰되고 있다. 이는 기후 온난화로 인한 수온 상승이 원인인 것으로 추정되고 있다.

## 외관
고래상어는 폭이 1.5m까지 늘어날 수 있는 입을 가졌고, 300에서 350개의 작은 이빨을 가졌으며, 10개의 여과 기관이 있다. 고래상어는 10개의 큰 아가미를 가지고 있다. 머리는 넓고 납작하며 앞에 2개의 작은 눈이 달렸다.고래상어는 전체적으로 회색인 편이며, 하얀색 복부를 가지고 있다. 피부에는 개체마다 다른 옅은 노란색의 반점과 줄무늬를 가지고 있다. 고래상어는 옆면에 3개의 돌출된 부분이 있다. 피부의 두께는 약 10cm 정도 한다. 한 쌍의 등지느러미와 가슴지느러미를 가지고 있기도 하다. 성인의 꼬리는 약간 초승달 모양인 반면, 치어의 꼬리는 낮은 쪽에 있는 지느러미가 위쪽에 있는 지느러미보다 작은 모양이다. 고래상어의 분수공은 눈 바로 뒤에 있다.

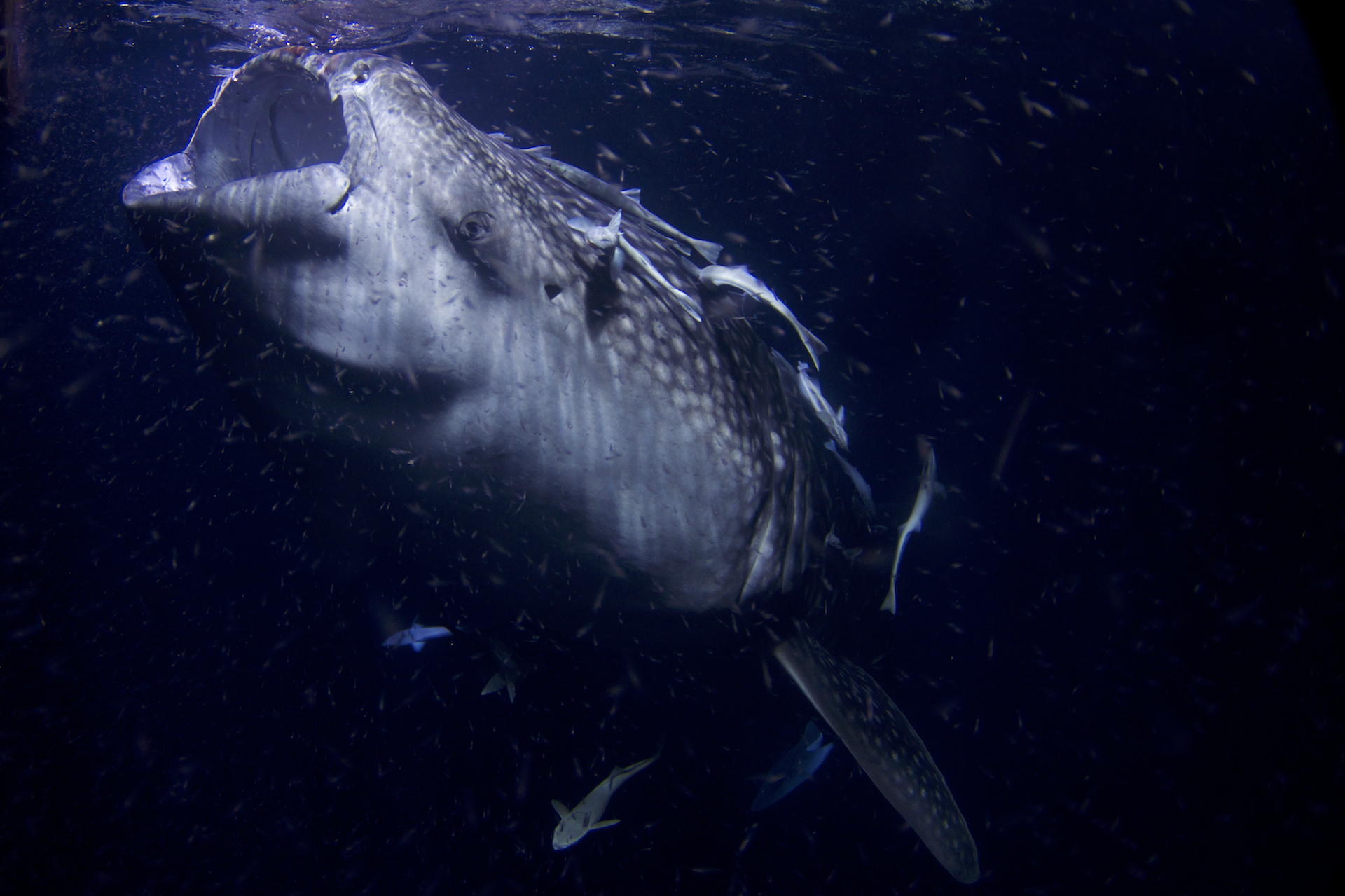
플랑크톤을 섭취 중인 7.6m 짜리 몰디브의 고래상어

고래 상어는 세상에서 가장 큰 고래목이 아닌 동물이다. 성인 고래상어의 크기는 약 9.7m 정도, 무게는 9톤 정도 된다. 기록된 종 중 가장 큰 종은 1947년 11월 11일에 파키스탄의 카라치에서 잡힌 종이다. 12.65m의 길이였으며, 둘레는 7m였고, 무게는 약 25.5톤이었다. 물론 더 큰 종들에 관한 소문도 있기는 하다. 여러 대중 문학에서 길이 18m, 무게 45.5톤인 종까지 있다고 서술되지만 과학적인 증거는 존재하지 않는다. 1868년에, 아일랜드의 자연 과학자인 에드워드 퍼시벌 라이트는 세이셸에서 여러 작은 고래상어를 발견했고, 15m가 넘는 고래상어와 21m를 넘는 상어를 목격했다고 주장했다.
1925년 발표에서, 휴 매코믹 스미스는 1919년에 태국에서 엄청 큰 상어가 대나무 덫에 걸렸다고 설명했다. 걸린 상어는 너무 무거워서 해안으로 옮길 수 없었다. 스미스는 걸린 상어를 최소 17m, 몸무게는 약 37톤 정도라고 추정했다. 이 측정 기록은 후에 걸린 상어가 17.98m이고, 43톤이라고 과장되기도 하였다. 1934년, 마우과니(Maurguani)라는 이름의 배는 태평양을 항해하던 중 고래상어에 들이 받았다. 그 당시 고래상어는 약 세로 4.6m, 가로 12.2m로 추정된다. 1944년 타이완의 타이난현에 걸린 상어는 공식적으로 35.8톤으로 보고되었다.

## 먹이
고래상어는 돌묵상어, 넓은주둥이상어와 더불어 여과 섭식 상어이다. 고래상어는 작은 해조류, 요각류를 포함해 플랑크톤, 크릴, 작은 물고기 , 생선알, 새끼 크리스마스섬홍게, 오징어와 같은 유영동물을 먹고 살아간다. 산란기에는 치어, 알, 이리도 먹는다. 고래상어는 아주 큰 입을 가지고 있으며, 플랑크톤을 주식으로 살아간다. 영국 BBC 프로그램인 플래닛 어스는 고래상어가 작은 물고기 떼를 먹으며 살아가는 걸 촬영하였다. 또한, 고래상어가 물고기들이 알을 낳을 시기에 맞춰 작은 물고기들에게 접근해 그들의 알과 치어를 먹는 장면도 촬영하였다.
이빨은 없으나, 이빨 흔적은 남아 있는데 이는 섭취에 아무런 역할을 하지 않는다. 돌묵상어와는 다르게, 능동적으로 먹이를 섭취하는 편이다.고래상어는 입을 크게 벌리고 앞으로 나아가면서 입에다 물과 먹이를 밀어 넣는 여과 섭식을 하거나 입을 벌리고 닫으면서 물을 흡입하고 아가미로 배출하는 흡힙 섭식을 한다. 어떤 경우에서든, 여과 기관은 물과 먹이를 분리하는 역할을 한다. 이런 특이하고, 체와 같은 구조는 아가미를 더 갈고리 같게 만들었다고 추정된다. 고래상어의 먹이 분리는 십자류 여과방식을 사용하는데, 이는 먹이가 목 뒤로 넘어갈 때, 물은 여과 기관에 평행하게 나가게 하는 방법이다. 이 섭취 방식을 통해 여과 기관의 표면에 생물들이 오손하는 행위를 최소화한다. 고래상어가 기침하는 모습도 목격되었는데, 이는 여과 기관은 깨끗하게 하기 위해 청소하는 것으로 추정된다. 고래상어는 먹이와 번식을 위해 특정 지역으로 계속 이동한다.

## 사람들에 대한 태도
큰 크기를 지녔지만, 고래상어는 사람을 공격하지는 않는다. 고래상어는 유순한 성격으로, 가끔 고래상어를 타는 사람들을 따를 때도 있을 정도이다. 물론 고래상어를 타는 행위는 고래상어에게 큰 방해가 되므로 상어 연구가들과 환경보호론자들은 반대하고 있다. 새끼 고래상어는 성격이 매우 순한 편이고 사람들과 장난을 치기도 한다. 수중 사진작가들 또한 고래상어를 아무런 위험없이 사진을 찍는다.
고래상어는 온두라스의 이슬라스데라바이아 주, 태국, 필리핀, 몰디브, 홍해, 오스트레일리아 서해안 (닝갈루 해안, 크리스마스섬), 타이완, 파나마, 벨리즈, 모잠비크, 남아프리카공화국, 갈라파고스 제도, 멕시코, 세이셸, 말레이시아, 인도, 스리랑카, 오만, 인도, 푸에르토리코 등에서 스킨 스쿠버들에 의해 자주 목격된다.

## 포획 상태

조지아 수족관에서 사육되는 고래상어

일본에서는 오사카 가이유칸 수족관에서 2마리의 고래상어가 주요 볼거리이다. 일본 가고시마시에 있는 이오월드 수족관에도 수컷 고래상어 한마리가 유명하다. 2005년에는 3마리의 고래상어가 오키나와 추라우미 수족관에 포획되었다. 타이완에서는 한마리의 고래상어가 국립해양박물관에 있었고, 중국에는 5마리가 옌타이 수족관에 있고, 칭다오의 북극해오션월드에서는 한마리가 있다. 미국에서는 "타로코(Taroko)"와 "유솬(Yushan)"이라는 이름의 수컷 고래상어 2마리와 "엘리스(Alice)"와 "트릭시(Trixie)"라는 암컷 고래상어 2마리는 조지아 수족관에서 사육되고 있다. "랄프(Ralph}"와 "노턴(Norton)"이라는 이름의 수컷 고래상어 2마리는 조지아 수족관에서 각각 2007년 1월 11일, 2007년 6월 13일에 죽었다. 2006년 6월 3일, 2마리의 암컷이 추가되었고, 2007년 2마리의 수컷이 추가되었다. 6마리 모두 타이완에서 수입된 고래상어였다. 두바이의 아틀란티스 더 팜에도 한마리의 고래상어가 있었으나, 2009년 3월 자연으로 방생하였다.

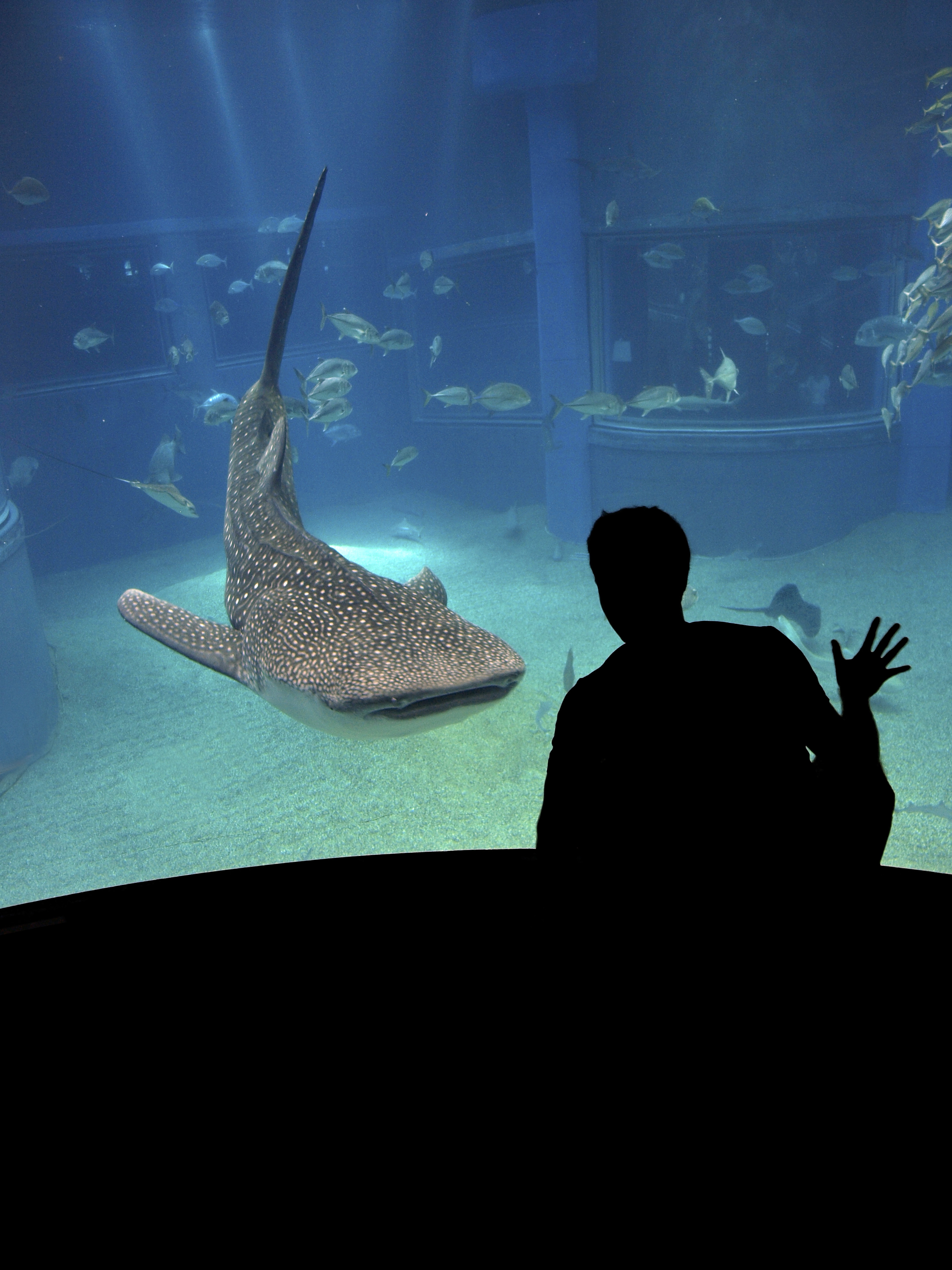
가이유칸 수족관에 있는 고래상어

2012년 7월 7일 제주 앞바다의 정치망에 걸려 아쿠아플라넷 제주에 고래상어 두 마리가 운송되었다. 그 가운데 한 마리가 7월 18일 새벽 만성심부전으로 폐사한 사실이 뒤늦게 알려지자 나머지 고래상어를 즉각 방사하라는 여론이 일어났고 이에 못이겨 아쿠아 플라넷 제주는 고래상어에 연구 조사를 위해 위치 추적기를 장착한 채로 방사를 결정하였다. 그러나 이마저도 실종되고 말았다.

## 생식
현재까지 고래상어가 짝짓기를 하는 모습은 한번도 관찰 된 적이 없다.
1996년 7월에 300마리의 새끼를 밴 고래상어가 포획되어 고래상어가 난태생이라는 사실이 밝혀졌다. 고래상어는 알들을 몸 안에 배고 새끼가 60cm 정도가 되면 낳는다. 고래상어새끼는 한 번에 다 깨어나는 것이 아니라 암컷이 수컷의 정자를 가지고 있다가 장기간에 걸쳐 일정량을 두면서 깨어 나기 시작한다. 약 30살 쯤에 성성숙이 되고, 70~100년 정도 사는 것으로 추정된다.
2009년 3월 7일, 필리핀의 해양학자들은 생존하는 고래상어 중 가장 작은 종을 발견하였다. 그 고래상어는 필리핀의 필러에 있는 해수욕장에 꼬리가 기둥에 묶인 채 발견되었고, 38cm로 측정되었고, 후에 야생으로 방생하였다. 이 발견을 근거로 하여, 몇몇 과학자들은 이 지역이 단순한 색이장일 뿐만 아니라 새끼를 낳는 지역이라고 주장하였다. 여름에 고래상어가 모이는 것으로 유명한 남대서양에 위치한 세인트헬레나에서는 새끼 고래상어와 임신한 고래상어 모두 발견되고 있다.

## 보존 상태
고래상어는 군집하는 몇몇 지역에서 미술용도, 어업의 대상으로 잡힌다. 정확한 개체수는 알려져 있지 않으며 국제자연보호연맹에 의해 위기/취약으로 분류되어 있다. 필리핀에서는 1998년이래로 고래상어를 상업적인 목적으로 포획, 판매, 수출입하는 것이 금지되어있다. 2001년 5월 이후 인도, 2007년 5월이래 대만도 이를 따르고 있다. 하지만 아직도 타이완과 필리핀과 같은 많은 아시아 국가에서 밀렵되고 있다.
2006년, 리조트 월드 센토사는 고래상어를 그들의 공원에 놓겠다는 계획을 발표하였다. 이 발언은 7개의 환경보호단체에 거센 반발을 야기하였다. 2009년, 계획은 다른 대안을 찾는 것으로 보류되었다.
2010년, 미국 멕시코만 원유 유출 사고로 인하여 4,900,000 배럴 양의 기름이 미시시피강 삼각주 지역에 흘러들어 갔다. 미시시피강 삼각주는 걸프만에서 볼 수 있는 고래상어의 3분의 1이 서식하는 곳이었다. 바다 표면에 고래상어가 먹이를 먹는데 지장을 주는 유막이 형성되었다고 확인되었으나, 아무런 고래상어의 시체가 발견되지는 않았다.
또한, 2003년 고래상어는 살아있는 고래상어를 포획하고 거래하는 행위를 규제하기 위해서 멸종위기에 처한 야생동·식물종의 국제거래(CITES)에 관한 협약의 2번째 부록에 추가 되었다.

## 인간과의 문화
베트남 문화에서, 고래상어는 Cá Ông이라는 신으로 불리는 데 이는 해석하자면 "물고기님"이라는 뜻이다.
필리핀 문화에서는 butanding과 balilan이라 불린다.필리핀의 100 페소 지폐 뒷면에 그려져 있다. 또한, 필리핀에서는 법에 따라 스킨다이버들이 고래상어와 최소 4피트 이상 떨어져 있어야하고, 고래상어를 만진 사람은 벌금이나 징역형을 받을 수 있다.

## 같이 보기
- 어류
  - 연골어류
    - 상어
      - 고래상어
      - 돌묵상어
      - 개상어
      - 까치상어
      - 표범상어